# Phanaeus hermes
Phanaeus hermes là một loài bọ cánh cứng trong họ Bọ hung (Scarabaeidae).